# Femat
Femat és un paratge del terme municipal de Conca de Dalt, a l'antic terme de Toralla i Serradell, al Pallars Jussà, en territori que havia estat del poble d'Erinyà.
Està situat a llevant de la Solaneta, a prop de la riba esquerra del barranc de la Torre. És al nord de l'Obaga del Febrer i al sud-oest del Solà de la Muntanya d'Erinyà.